# Åsnät
Åsnät är en typ av geologisk formation, bestående av flera sammanhängande åsar.
Ett åsnät kan bildas på flera olika sätt. Exempelvis genom att isälvar rinner i sprickorna runt stora isblock och för med sig grus, sand och sediment som bygger upp åsar runt blocket. Sänkorna mellan åsarna blir ofta dödisgropar eller kittlar.
En annan variant är att åsnätet består av slukåsar, som uppkommer genom att smältvatten rinner ner i en kanal mellan en dalsida och isen i dalen. På botten av dalen kan det bildas ett åsnät av dessa åsryggar och de åsar som bildats då vattnet runnit ned mot dalbottnen. De åsar som går tvärs emot isens rörelseriktning och den riktning avrinningen går åt kallas tväråsar.